# عمار لحسن نزيف
 عمار لحسن نازف  (1974 الجزائر) هو لاعب قديم لكرة قدم جزائري و الان مستشار في الرياضة